# Kettingfreesmachine

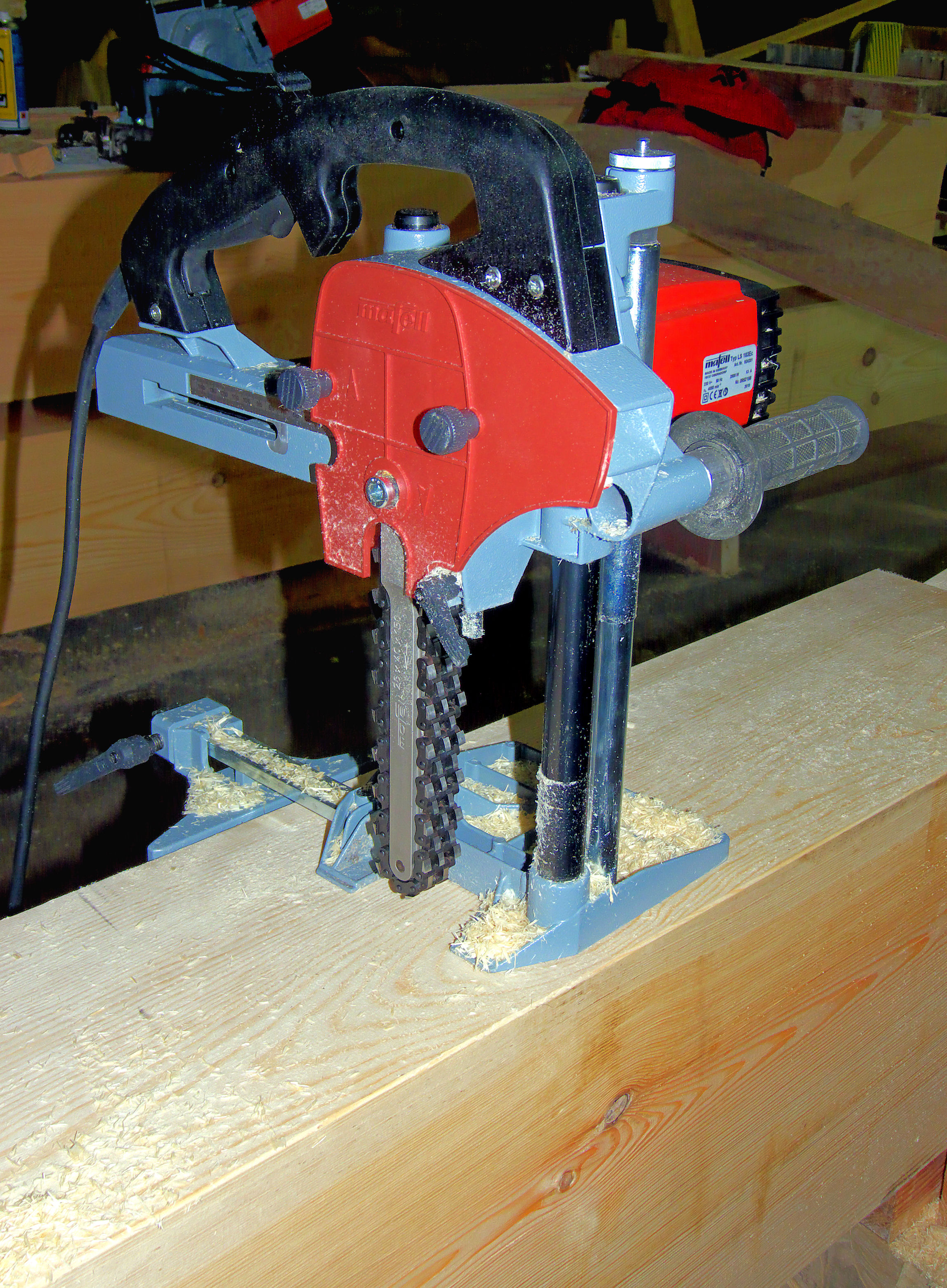
Kettingfreesmachine

Pen-en-gatverbinding

Met een kettingfreesmachine of kettingsteekmachine kunnen rechthoekige gaten voor onder andere een pen-en-gatverbinding in een balk gezaagd worden. De zaag werkt met scherpe beitels die aan de schakels van een rondgaande ketting zijn bevestigd, vergelijkbaar met een kettingzaag. De punten van de beitels kunnen voorzien zijn van wolfraamcarbide.